# 의창구
의창구(義昌區)는 대한민국 경상남도 창원시의 북동부에 있는 구이다. 경남도청이 위치한다. 2010년 7월 1일 인근의 마산시, 진해시와 통합한 새로운 창원시가 출범하면서 신설되었으며, 구청은 통합 이전의 명곡동주민센터를 사용하고 있다.

## 역사
신라 35대 왕인 경덕왕 16년(757년)에 지방제도 정비 시 삽량주를 양주라 고치고 1주 1소경 12군으로 정비했다. 이 때 굴자군을 의안군이라고 고쳤다.
고려 현종 9년(1018년)에는 회원현과 의안군을 금주(김해)의 속읍으로 귀속시켰다.
지명은 창원의 옛 지명인 의창(義昌)에서 따온 것이다. 의창구의 관할 구역 중 북면, 동읍, 대산면은 1995년 도농통합 창원시가 출범하기 이전의 옛 의창군에 속했던 지역이며, 과거 의창 지역이었던 의창동 역시 이 지역에 속해있었다. 이때문에, 통합 창원시 출범 이전인 2010년 4월 17일부터 4월 21일까지 실시된 구청 명칭 공모에서는 기존 국회의원 창원시 갑선거구에 해당하는 창원시 지역의 북서쪽을 신설되는 구 행정구역으로 하여, 이 지역에 대해 '의창'이라는 구 명칭이 가장 선호하는 것으로 나타났다. 이는 5월 6일 창원컨벤션센터에서 개최된 통합준비위원회 제13차 회의에서 이루어진 구 명칭 최종 결정에서도 그대로 반영되었다.
- 2010년 7월 1일: 구제(區制)가 실시되어 경상남도 창원시 의창구를 신설하였다.[6]
- 2021년 7월 1일: 성산구의 반송동이 월경지로 문제가 되었는데, 용지동, 팔룡동 중 대원동 일대, 봉림동의 일부를 성산구로 이관하여 해결되었다.[7]
- 2022년 10월 24일 : 의창구 원이대로 80 (도계동 468)에 의창구 신청사 개청 및 이전 하였다.

## 행정 구역
의창구의 행정 구역은 1읍, 2면, 4동으로 구성되어 있다. 의창구의 인구는 2021년 7월 말 주민등록 기준으로 21만8589명, 9만4827가구이고, 면적은 204.31km2이다.
| \| 행정동 \| 한자 \| 면적 \| 인구 \| 세대 \| \| ------ \| ------ \| ------ \| ------- \| ------ \| \| 동읍 \| 東邑 \| 59.75 \| 19,815 \| 9,002 \| \| 북면 \| 北面 \| 73.70 \| 43,440 \| 16,609 \| \| 대산면 \| 大山面 \| 33.80 \| 7,159 \| 3,666 \| \| 의창동 \| 義昌洞 \| 8.24 \| 50,677 \| 21,076 \| \| 팔룡동 \| 八龍洞 \| 14.28 \| 25,808 \| 10,757 \| \| 명곡동 \| 明谷洞 \| 6.62 \| 41,561 \| 18,039 \| \| 봉림동 \| 鳳林洞 \| 12.18 \| 30,129 \| 15,678 \| \| 의창구 \| 義昌區 \| 204.31 \| 218,589 \| 94,827 \|* 인구·세대는 2021년 7월 31일 주민등록 기준 |        |        |         |        |
| 행정동 | 한자   | 면적   | 인구    | 세대   |
| 동읍 | 東邑   | 59.75  | 19,815  | 9,002  |
| 북면 | 北面   | 73.70  | 43,440  | 16,609 |
| 대산면 | 大山面 | 33.80  | 7,159   | 3,666  |
| 의창동 | 義昌洞 | 8.24   | 50,677  | 21,076 |
| 팔룡동 | 八龍洞 | 14.28  | 25,808  | 10,757 |
| 명곡동 | 明谷洞 | 6.62   | 41,561  | 18,039 |
| 봉림동 | 鳳林洞 | 12.18  | 30,129  | 15,678 |
| 의창구 | 義昌區 | 204.31 | 218,589 | 94,827 |

## 인구 추이
창원시 의창구(에 해당하는 영역)의 연도별 인구 추이
| 연도   | 총인구    |  |
| ------ | --------- |  |
| 2010년 | 255,055명 |  |
| 2015년 | 256,471명 |  |

## 문화·예술
- 경남도립미술관
- 창원의 집

## 교육
- 국립대학교
  - 창원대학교

## 주요 시설
의창구에는 경상남도청, 경상남도의회 등 경상남도의 주요 관공서가 위치해있다. 뿐만 아니라 의창구는 KTX 정차역인 창원역, 창원중앙역과 창원종합버스터미널 등 중요한 교통 시설이 있는 창원시 교통의 중심지이다.
- 경상남도청
- 경상남도의회
- 경상남도경찰청

## 갤러리

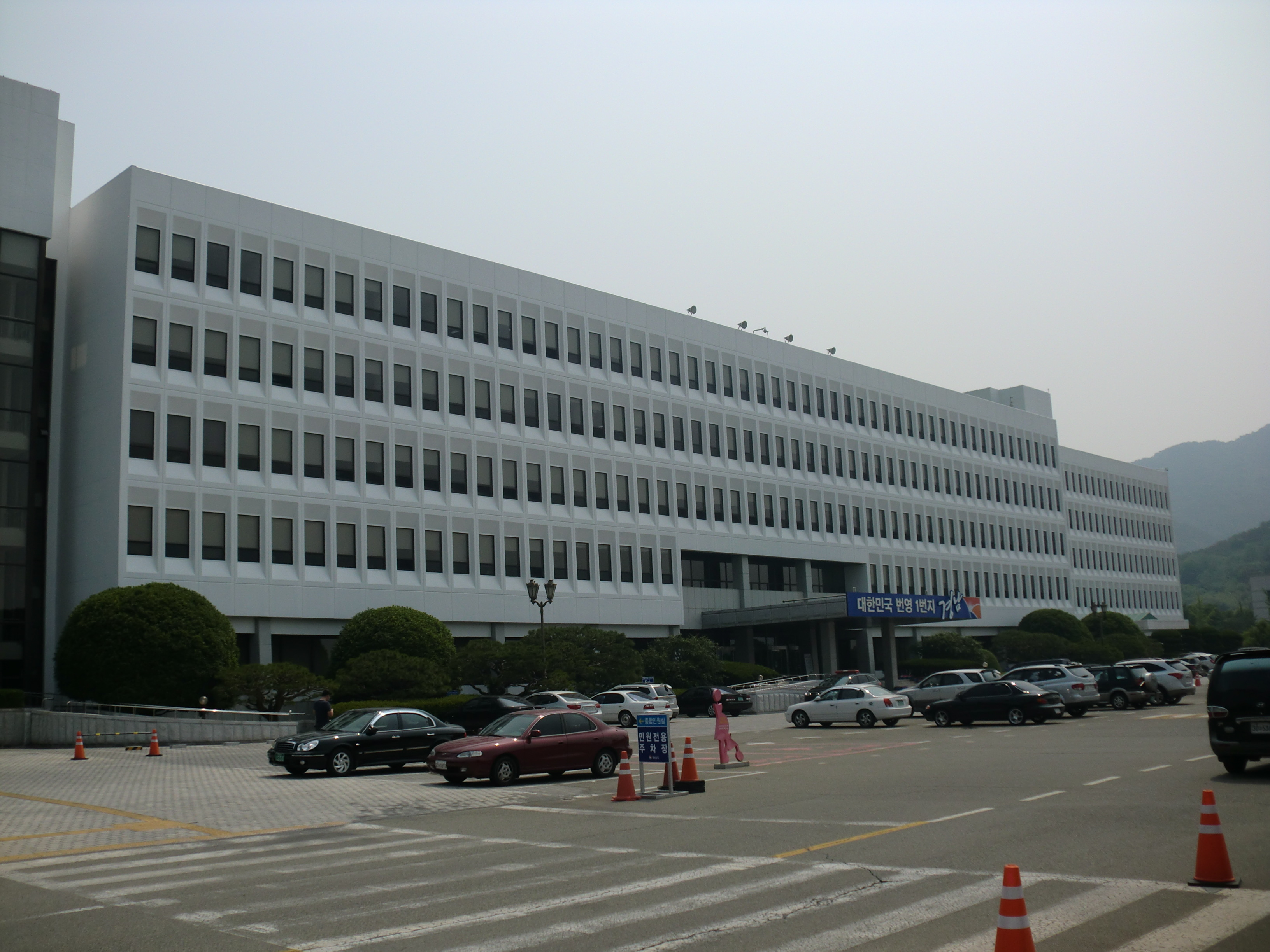
경상남도청
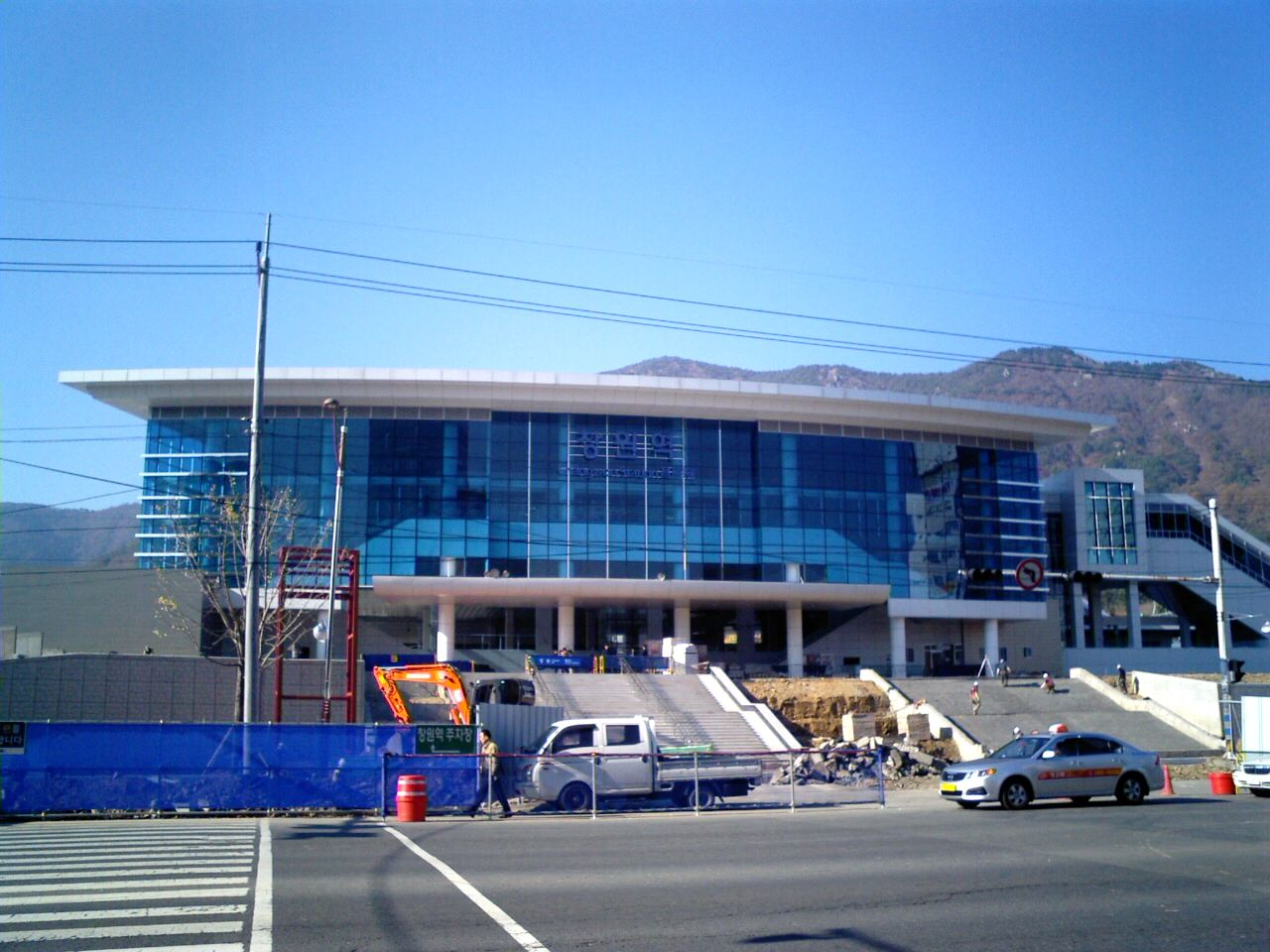
창원역
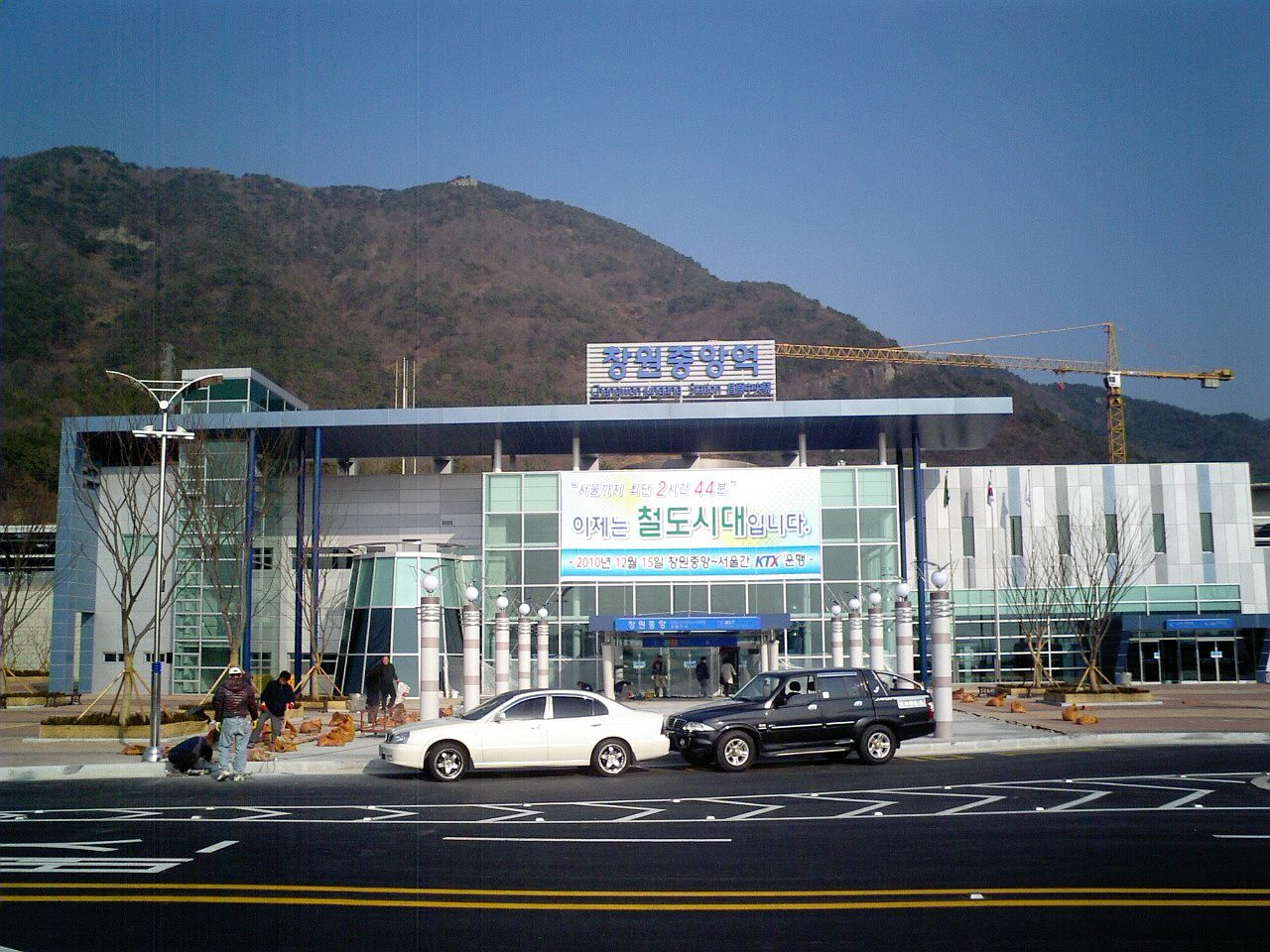
창원중앙역
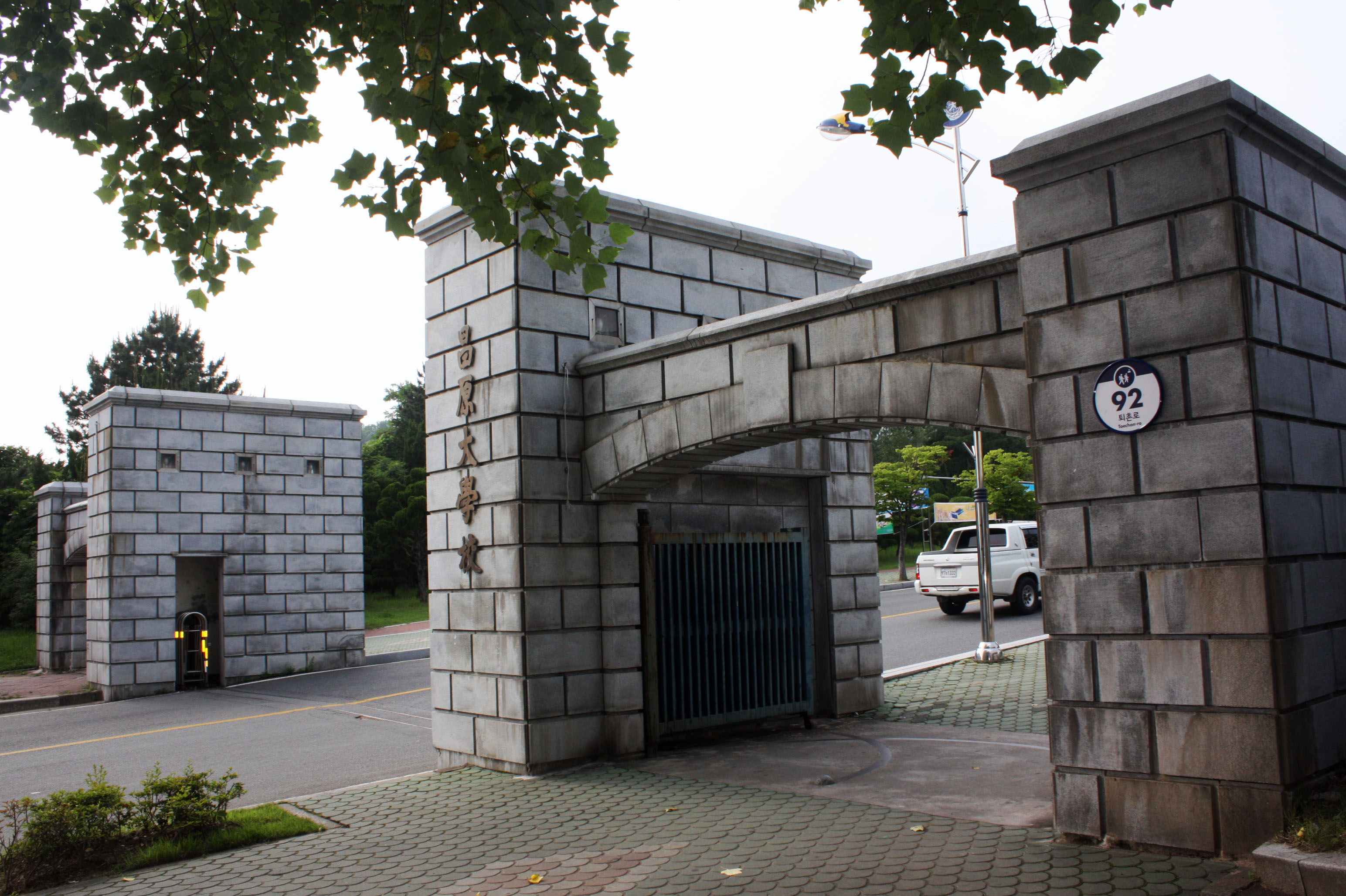
창원대학교 정문
경남도립미술관
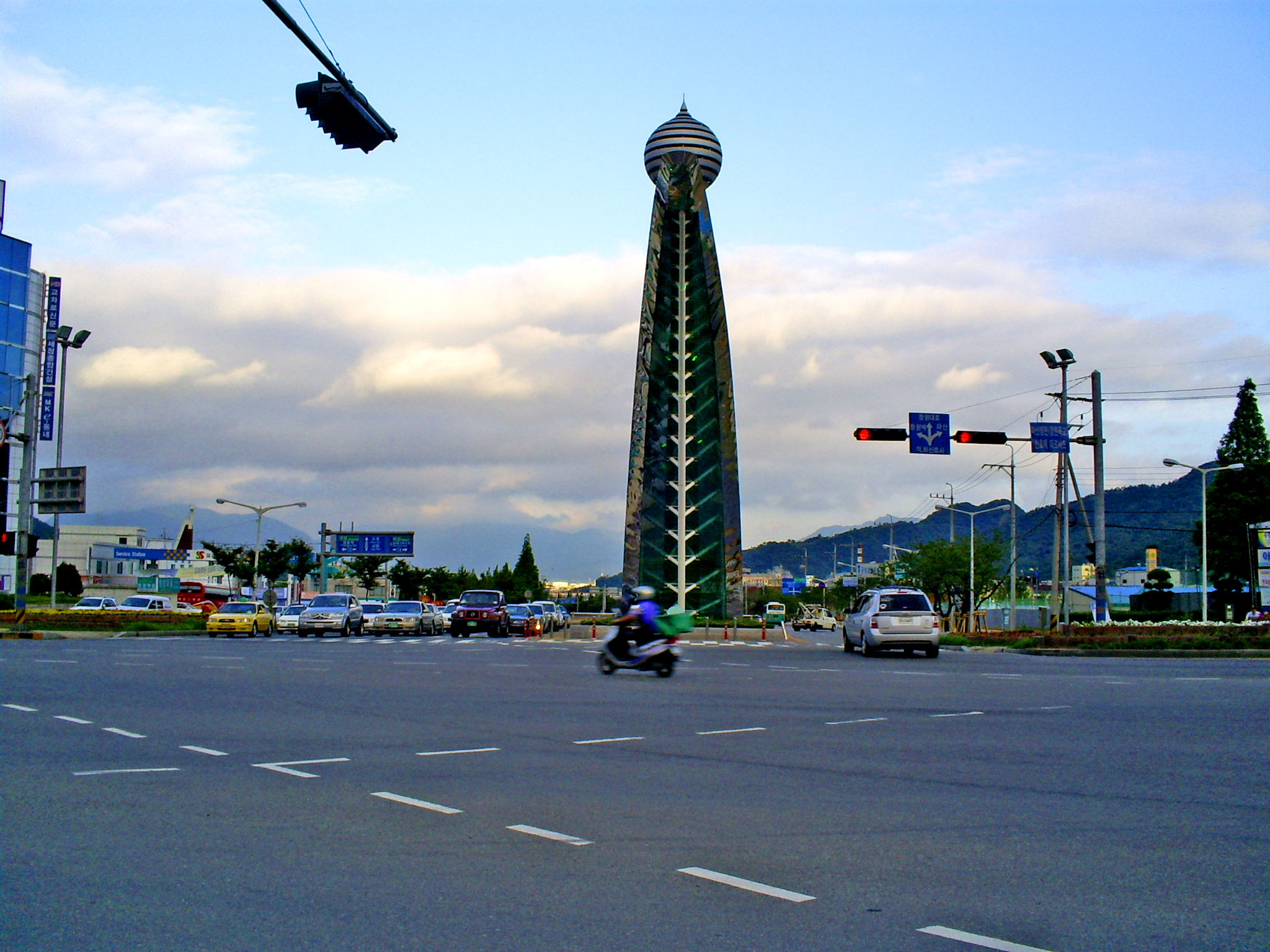
소계광장
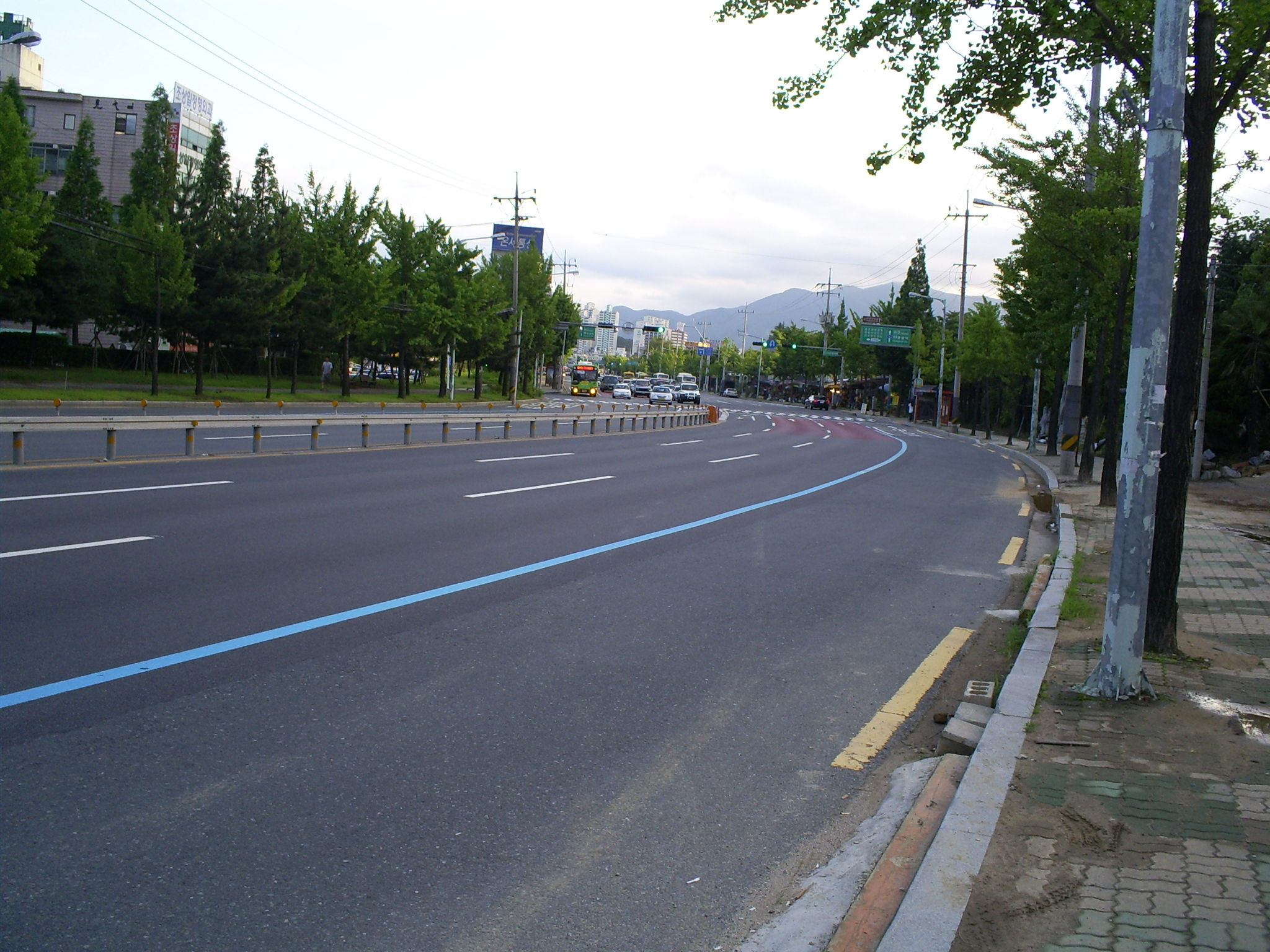
의안로

## 같이 보기
- 창원시
- 성산구
- 마산회원구
- 마산합포구
- 진해구